# Монзанто II (Фиренца)
Монзанто II је насеље у Италији у округу Фиренца, региону Тоскана.
Према процени из 2011. у насељу је живело 19 становника. Насеље се налази на надморској висини од 301 м.